# Commiphora woodii
Commiphora woodii (Engels: Forest corkwood) is een soort uit de familie Burseraceae. Het is een boom die een groeihoogte tot 15 meter kan bereiken.
De soort staat op de Rode Lijst van de IUCN geklasseerd als 'niet bedreigd'.
De soort komt voor in Zuid-Afrika, van de Oost-Kaap tot in Swaziland. Hij groeit daar in kustbossen op berghellingen of in bergkloven.
Het hout en de gom die de boom levert worden in het wild geoogst voor lokaal gebruik. De gom wordt verkregen uit de schors. Het hout is licht van gewicht en wordt gebruikt voor het maken van dobbers.
... 
C. africana · 
C. caudata · 
C. gileadensis · 
C.  guidottii · 
C. kataf · 
C. myrrha · 
C. simplicifolia · 
C. wightii · 
C. wildii
...